# Фадеев, Геннадий Матвеевич
Генна́дий Матве́евич Фаде́ев (род. 10 апреля 1937, посёлок Владимиро-Шимановский, Свободненский район, Дальневосточный край, РСФСР, СССР) — российский государственный деятель, первый министр путей сообщения Российской Федерации (1992—1996, 2002—2003). Первый президент ОАО «РЖД» (2003–2005). С 2015 года — советник генерального директора ОАО «РЖД». Полный кавалер ордена «За заслуги перед Отечеством». Заслуженный работник транспорта Российской Федерации (2009). 
Основные вехи деятельности Фадеева во главе железнодорожной отрасли России: сохранение МПС РФ в период приватизации государственной собственности в начале 1990-х годов; создание Совета по железнодорожному транспорту государств — участников Содружества СНГ и Балтии с постоянно работающей дирекцией (после распада СССР); открытие движения поездов на всём протяжении БАМа; завершение полной электрификации Транссиба и главного хода в Китай; строительство 2-го железнодорожного моста через реку Амур под Хабаровском; строительство железнодорожного обхода Красноярска с мостом через реку Енисей; организация производства в России собственных электропоездов на Демиховском машиностроительном заводе; создание совместного предприятия по производству тяжёлой путевой техники с австрийской компанией Plasser and Theurer; создание и внедрение на московских вокзалах, а затем и по всей стране новой технологии пропуска пассажиров через турникеты посредством смарт-карт; запуск первых межрегиональных экспрессов в Рязань, Тулу, Орёл, Ярославль, Владимир; открытие в 2002 году первого в России маршрута аэроэкспресса в аэропорт Домодедово с Павелецкого вокзала, а затем с Киевского вокзала в аэропорт Внуково; возвращение исторического облика станции Ясная Поляна вблизи музея Л. Н. Толстого, ввод в строй нового международного Ладожского вокзала в Санкт-Петербурге, принятие решения о «перешивке» и начале перехода с узкой колеи на широкую (отечественную) на острове Сахалин.
Фадеев является последним главой железнодорожного ведомства России, имеющим профильное образование и базовую профессию железнодорожника. На смену ему в качестве руководителей РЖД пришли дипломат-разведчик и экономист.

## Биография
Родился 10 апреля 1937 года на Дальнем Востоке в посёлке Владимиро-Шимановский Дальневосточного края (ныне — город Шимановск Амурской области).
Отец — Матвей Яковлевич Фадеев, работал на станции Шимановская (Амурской железной дороги), в локомотивном депо на экипировке паровозов.
Мать — Екатерина Ивановна Фадеева, была домохозяйкой.
Из 7 детей в семье был младшим. Учился в ведомственной школе МПС № 59, закончил 10 классов. Уже в школьные годы Геннадий постоянно проводил время со старшими родственниками на железной дороге, постепенно погружался в железнодорожную среду, осваивал азы и технические тонкости профессии железнодорожника; в частности, знал, как что такое «кустовая гнилость шпал» и как она влияет на безопасность движения поездов. После получения аттестата поехал во Владивосток поступать в высшее военно-морское училище, однако, впервые увидев океан, понял, что «морское дело — не моё» и решительно выбрал профессию железнодорожника. На вступительных экзаменах эксплуатационного факультета инженерного железнодорожного института в Хабаровске Фадеев получил 24 балла из 25 возможных (проходной балл в МГУ в тот год был 23). В 1961 году с отличием закончил Хабаровский институт инженеров железнодорожного транспорта и был направлен на Восточно-Сибирскую железную дорогу.

### Карьера
В студенческие годы работал после 2 курса дежурным по станции второго класса Шимановская, которая тогда в сутки пропускала около 30 пар поездов. После 3 курса Фадеев работал поездным диспетчером станции Сковородино. После 4 курса работал на внеклассной станции Иркутск-Сортировочный. Чтобы больше времени заниматься практической работой на станции, Фадеев все сессии в институте сдавал досрочно. Благодаря этому уже в студенческие годы освоил работу базовых профессий по управлению движением. Приобретённые навыки позволили Фадееву через два года после окончания института стать главным инженером крупного железнодорожного узла Тайшет.
После выпуска из института работал:
- В 1961−1962 годах — дежурный по путям, маневровый диспетчер, дежурный по станции Тайшет, Иркутская обл.
- В 1962−1963 годах — старший помощник начальника станции Тайшет Восточно-Сибирской железной дороги, г. Тайшет Иркутская обл.
- В 1963−1965 годах — главный инженер станции Тайшет Восточно-Сибирской железной дороги, г. Тайшет, Иркутская обл.
- В 1965−1969 годах — заместитель начальника отдела движения и пассажирской работы Нижнеудинского отделения Восточно-Сибирской железной дороги, г. Нижнеудинск Иркутской обл.
- В 1969−1970 годах — начальник отдела движения и пассажирской работы Нижнеудинского отделения Восточно-Сибирской железной дороги, г. Нижнеудинск Иркутской обл.
- В 1970−1974 годах — начальник Нижнеудинского отделения Восточно-Сибирской железной дороги, г. Нижнеудинск Иркутской обл. Под руководством Фадеева отделение 4 года подряд завоёвывало знамя МПС и ЦК отраслевого профсоюза. С этой должности Фадеева приглашали на партийную работу, однако он выбрал железную дорогу. Под началом Фадеева внепланово, за счёт привлечённых средств, был построен новый красивый вокзал в Нижнеудинске[4].
- В 1974−1975 годах — начальник Тайшетского отделения Восточно-Сибирской железной дороги, г. Тайшет Иркутской обл.
- В 1975−1977 годах — начальник Красноярского отделения Восточно-Сибирской железной дороги, г. Красноярск.
- В 1977−1979 годах — первый заместитель начальника Восточно-Сибирской железной дороги, г. Иркутск.
- В 1979−1984 годах — начальник Красноярской железной дороги, г. Красноярск.
- В 1984−1987 годах — начальник Октябрьской железной дороги, г. Ленинград.
- В 1987−1988 годах — заместитель министра — начальник Главного управления движения, член Коллегии Министерства путей сообщения СССР, г. Москва.
- В 1988−1992 годах — первый заместитель министра путей сообщения СССР, г. Москва.
- В 1992−1996 годах — министр путей сообщения Российской Федерации, г. Москва.
- В 1996−1999 годах — генеральный секретарь Международного координационного совета по Транссибирским перевозкам, г. Москва.
- В 1999−2001 годах — начальник Московской железной дороги, член Коллегии Министерства путей сообщения Российской Федерации.
- В 2002−2003 годах — министр путей сообщения Российской Федерации, г. Москва.

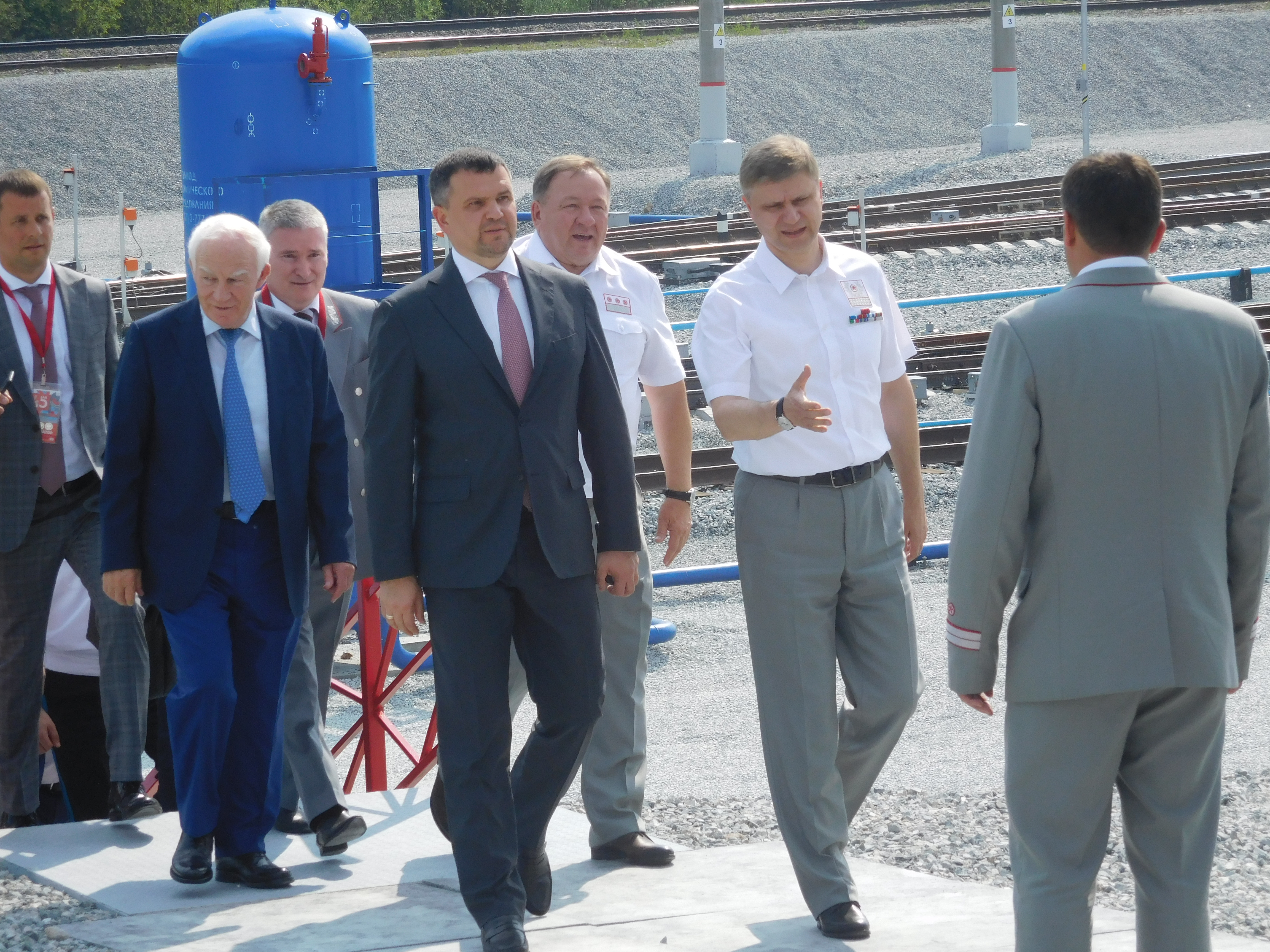
Геннадий Фадеев, Максим Акимов и Олег Белозёров открывают новую сортировочную горку на станции Тында, БАМ, 7 июля 2019

- 23 сентября 2003 — 17 июня 2005 — президент открытого акционерного общества «Российские железные дороги», г. Москва
- В 2005−2007 годах — помощник Председателя Правительства Российской Федерации, член Совета директоров ОАО «РЖД».

После отставки правительства М. Фрадкова в 2008 году был выведен из состава Совета директоров ОАО «РЖД».
Был доверенным лицом Владимира Путина, зарегистрированного кандидатом на должность президента Российской Федерации от 24 февраля 2000 года.
- Избран депутатом Нижнеудинского городского Совета депутатов трудящихся от избирательного округа № 80. Город Нижнеудинск Иркутской обл. в 1970−1975 годах.
- Избран депутатом Красноярского Краевого Совета депутатов трудящихся от избирательного округа № 197, г. Красноярск.
- Избран депутатом Верховного Совета РСФСР по Фрунзенскому избирательному округу № 131, 24 февраля 1985 г., г. Ленинград.
- Избран народным депутатом РСФСР по Красноярскому избирательному округу № 19 в 1990−1995 годах, г. Красноярск.

С сентября 2015 года советник (на общественных началах) главы РЖД Олега Белозёрова.
В декабре 2016 года Геннадий Фадеев стал первым среди работников транспорта и 34-м в истории Российской Федерации полным кавалером ордена «За заслуги перед Отечеством».

## Результаты деятельности, взгляды и значение

### Министр МПС РФ

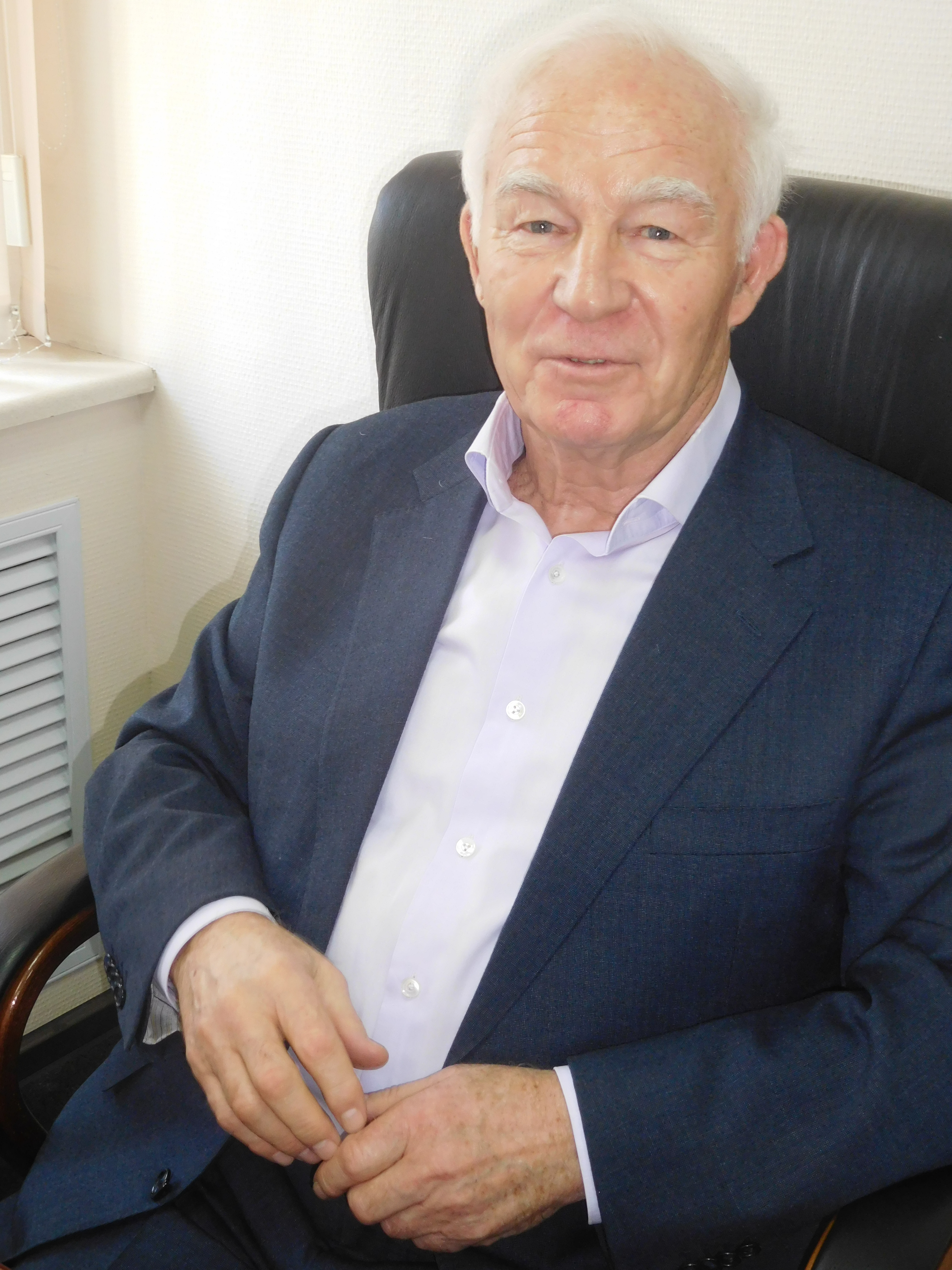
Москва, 12 марта 2019 года

Вскоре после первого назначения 54-летнего Геннадия Фадеева на пост министра МПС РФ в январе 1992 года при его усилиях было достигнуто согласие после распада СССР не разрывать единое железнодорожное пространство с колеёй в 1520 мм. Был создан Совет по железнодорожному транспорту государств Содружества и Балтии, что дало возможность сохранить единство железных дорог и перевозочной работы на всём постсоветском пространстве. 22 января 1993 года в Минске было подписано разработанное при ключевом участии Фадеева Соглашение глав правительств о разделении инвентарного парка грузовых вагонов и контейнеров бывшего МПС СССР между странами СНГ и Балтии. Советом по железнодорожному транспорту были разработаны принципы формирования единой тарифной политики при перевозке грузов в межгосударственном сообщении. В феврале 1993 года на основе этих принципов было подписано Тарифное соглашение железнодорожных перевозчиков стран СНГ, что предоставило возможность заключать долгосрочные контракты на перевозки грузов в международном сообщении.
По инициативе и при непосредственном участии Фадеева разработаны и реализованы федеральные программы по техническому перевооружению железнодорожного транспорта. На Демиховском машиностроительном заводе в минимальные сроки освоено производство современных российских электропоездов. В Коломне разработано и освоено производство перспективных магистральных пассажирских тепловозов и электровозов, на Тверском вагоностроительном заводе — пассажирских вагонов. На «Уралвагонзаводе» — значительно увеличено производство инновационных грузовых вагонов.
После того, как в конце августа 1996 года, после вторичного избрания на пост президента РФ Б. Н. Ельцина и формирования нового правительства, Фадеев оставил пост министра, он был избран Генеральным секретарём Международного координационного совета по транссибирским перевозкам. В марте 1999 года Фадеев был назначен начальником Московской железной дороги, членом коллегии МПС РФ. Во второй половине 1990-х годов рентабельность железнодорожных перевозок МПС упала до отрицательных значений, бюрократизация самого министерства при министре Николае Аксёненко подвергалась публичной критике, что стало поводом для реформ. Корпоративный бюджет МПС, нерациональность расходования средств вызывали удивление у Фадеева, который, вторично заступив на пост в январе 2002 года, в печати признал: «У нас есть структуры надуманные, с высочайшими зарплатами». Эта сенсационная фраза облетела всю Россию, вызвав изумление даже у бывалых аппаратчиков в Правительстве РФ. Первая концепция реформы («Концепция структурной реформы федерального железнодорожного транспорта»), сформулированная самим министерством в 1998 году при Аксёненко, была раскритикована: она предусматривала создание акционерного общества «РЖД» под эгидой министерства и не обещала разгосударствление отрасли. В итоге программа реформирования железнодорожного хозяйства России разрабатывалась под руководством Фадеева с привлечением частных консультантов. Счётной палатой и Генпрокуратурой России были проведены масштабные проверки, выявившие серьёзные нарушения в прежней деятельности министерства, итогом которых стало уголовное дело в отношении бывшего министра путей сообщения Аксёненко.

### Начальник Московской железной дороги

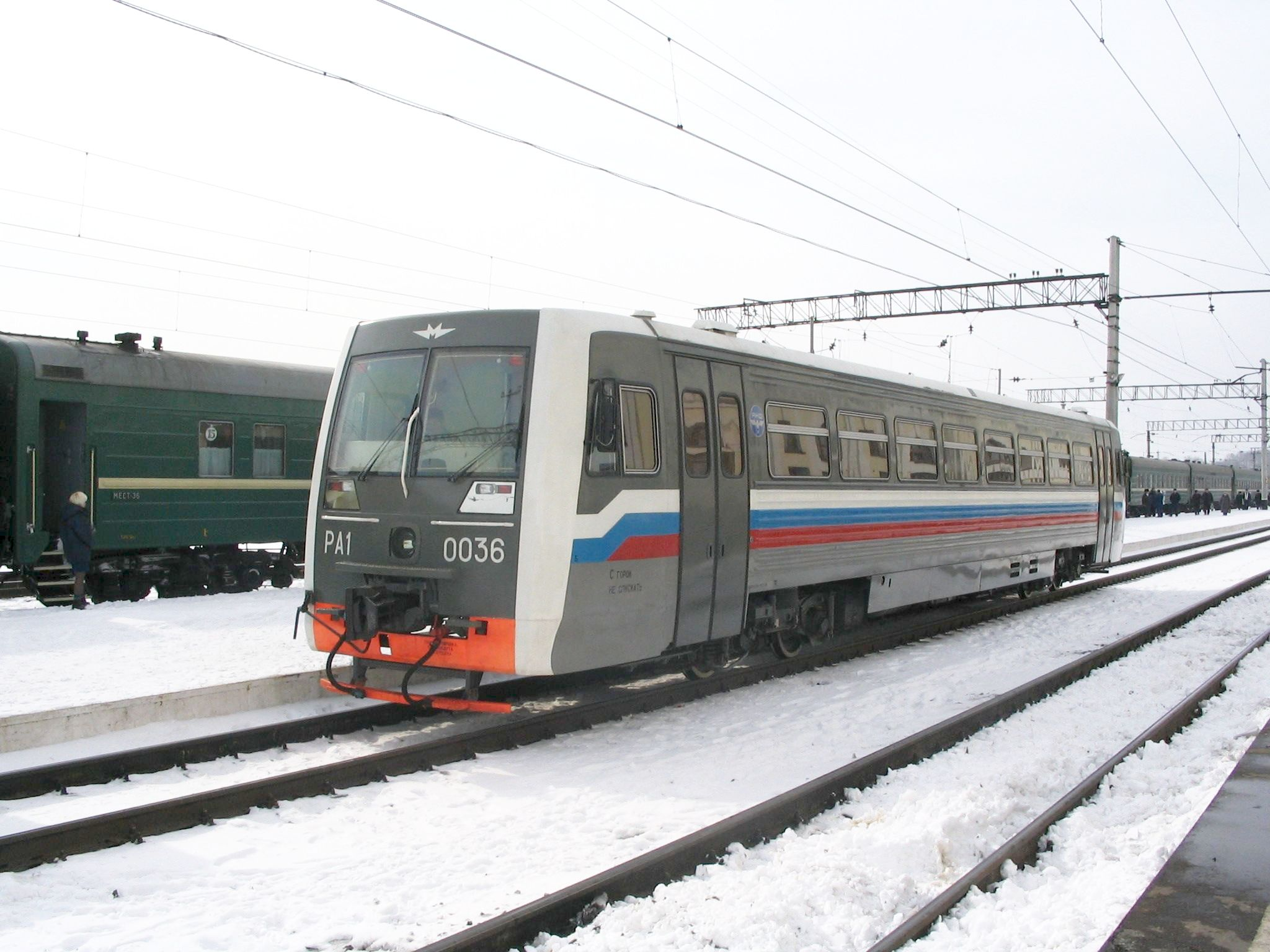
В 2001 году Фадеев категорически воспротивился курсированию рельсового автобуса по Малому кольцу, где спустя 15 лет появилось МЦК

В качестве начальника Московской железной дороги в 1999—2002 годах Фадеев развивал ускоренные и интермодальные пассажирские перевозки. При Фадееве началось курсирование поездов повышенной комфортности «Спутник», открылось ускоренное сообщение региональными моторвагонными экспрессами с проводниками в вагонах до Тулы, Орла, Рязани, Ярославля, Владимира, а затем и до других областных центров. В годы, когда безбилетный и льготный проезд достиг апогея (105 категорий льготников на МЖД), Фадеев стал инициатором появления первых турникетов на Киевском и Рижском вокзалах, благодаря чему выросли доходы от продажи билетов на этих направлениях. В августе 2002 года при Фадееве был запущен первый в России аэроэкспресс — от Павелецкого вокзала до аэропорта Домодедово, пассажиров ждал невиданный до того на железной дороге уровень комфорта и удобства перевозки багажа в специально переделанном из обычного ускоренном поезде. После того, как Рижский вагоностроительный завод, в то время монопольный на постсоветском пространстве производитель моторвагонного подвижного состава, увеличил цену на свои электропоезда в 3 раза в твёрдой валюте, было впервые запущено производство российских электропоездов на Демиховском машиностроительном заводе; при этом Фадеев убедил власти регионов-потребителей продукции делать авансовую оплату в счёт будущих поставок. В марте 2001 года в сопровождении Фадеева на демиховской электричке Владимир Путин проехал от станции Орехово-Зуево до платформы Серп и молот и положительно оценил её качество и экономичность. На Коломенском тепловозостроительном заводе в декабре 2003 года Фадеев продемонстрировал Путину перспективные марки высокопроизводительных отечественных локомотивов.
В 2001 году Фадеев в качестве начальника МЖД полемизировал с мэром Москвы Юрием Лужковым о перспективах пассажирского движения по Малому кольцу. Предложенный Лужковым проект не предусматривал масштабной реконструкции и электрификации всего кольца, а подразумевал запуск по имевшейся инфраструктуре специального подвижного состава мытищинского завода Метровагонмаш — двух или трёхсекционных дизель-поездов. Фадеев отверг лужковский проект, поскольку он был полностью нежизнеспособным, создавал угрозу транспортной безопасности и не учитывал реального наплыва пассажиров. Скопление пассажиров на переполненных платформах в ожидании рельсового автобуса, предостерёг Фадеев, чревато падением людей на пути. От проекта Лужкова после аргументов Фадеева решено было отказаться с тем, чтобы спустя 10 лет, в 2011 году начать полномасштабную реконструкцию и электрификацию кольца для запуска скоростного пассажирского движения на «Ласточках».

### Снова министр МПС РФ
В начале 2002 года, когда 64-летний Фадеев был назначен главой МПС РФ во второй раз, железнодорожная отрасль России находилась в кризисе управления, имела огромную налоговую задолженность в федеральный и региональные бюджеты, по фактам чего в стране были возбуждены более 300 уголовных дел. При вступлении в должность Фадеев выяснил, что на фоне хронического недофинансирования отрасли ряд крупных частных сырьедобывающих компаний в больших объёмах, с разрешения министра Аксёненко, но без постановления федерального правительства, на бюджетные средства вели неплановое, на новых материалах, строительство железнодорожных подходов к перспективным угольным и железорудным месторождениям. Фадеев счёл неприемлемым их финансирование за счёт эксплуатационных расходов и прибыли как непрофильных объектов, а именно: автодороги и железной дороги к Эльгинскому угольному месторождению; сооружение новой железной дороги от Комсомольска-на-Амуре до острова Сахалин с мостовым переходом через пролив Невельского; строительство транспортно-логистического центра на станции Богумин в Чехии.
Наряду с несанкционированным в законном порядке строительством непрофильных объектов, на железных дорогах России в 2002 году сохранялись значительные объёмы незавершённого строительства, целью которого было усиление пропускных и провозных способностей грузонапряжённых направлений. Заработная плата железнодорожников России была намного ниже, чем в промышленности, вследствие этого с железных дорог наблюдался отток высококвалифицированных инженерных кадров. Первый рентабельный, бездефицитный финансовый план, включавший господдержку убыточных пассажирских перевозок, был сформирован при министре Фадееве на 2003 год. Была проведена подготовка, в том числе кадровая, к отделению функций государственного регулирования от функций хозяйственной деятельности, что и привело в конце 2003 года к созданию госкомпании ОАО «РЖД» (со 100-процентным акционерным капиталом государства) во главе с Фадеевым. В эти же годы Фадеев из стратегических соображений предсказал необходимость сооружения Северного широтного хода и третьего главного пути на всей протяжённости Транссиба, строительство которых началось спустя 15 лет.

### Первый президент ОАО «РЖД»
В 2003—2005 годах, когда начала действовать первая инвестиционная программа правительства, при Фадееве были завершены работы по Северомуйскому тоннелю и открыто движение на всём протяжении БАМа; начата «перешивка» узкой колеи на широкую на острове Сахалин. Значительная часть стратегических линий в эти годы была электрифицирована. Проведена укладка второго пути от станции Карымская до станции Забайкальская и осуществлена полная электрификация хода на Китай; завершена электрификация Транссиба, ускорена электрификация северного хода от станции Волховстрой I через всю Карелию до Кольского полуострова; завершена электрификация участка от станции Старый Оскол до станции Валуйки. В Санкт-Петербурге введён в строй новый международный вокзал Ладожский с полноценным путевым развитием. Начиная с 2003 года, существенно увеличились объёмы железнодорожных перевозок и их качество.
11 апреля 2005 года в Ганновере, в присутствии президента России Владимира Путина и канцлера Германии Герхарда Шрёдера, Фадеев и глава Siemens Ханс Шаберт подписали соглашение о приобретении 3-х готовых поездов Velaro и совместной разработке и производстве в России 52 электропоездов на базе Intercity-Express с максимальной скоростью движения до 300 км/ч; сумма этого контракта составляла 1,5 млрд евро. Предполагалось, что выпускаться поезда будут в России на специально созданном с Группой Синара совместном предприятии, с передачей ему проектно-технической документации, с обязательствами германской стороны по организации ремонта подвижного состава в России, консалтингу, обучению персонала и прочему сервису. Однако спустя 2 месяца, после назначения в июне 2005 года на пост президента ОАО «РЖД» Владимира Якунина, конфигурация проекта Советом директоров ОАО «РЖД» была изменена: к 2006 году количество закупаемых в Германии готовых поездов Siemens Velaro составило 8, при этом сумма контракта уменьшилась до 750 млн евро (включая 300 млн евро за поезда и 300 млн евро за их сервисное обслуживание в течение 30 лет), но локализация производства подобных поездов в России уже не предусматривалась. Эту трансформацию договора Фадеев счёл ошибочной, невыгодной для перспектив освоения новейшего скоростного подвижного состава в России. Срыв первоначального контракта с Siemens сам Фадеев рассматривал как одну из главных причин своей неожиданной и недобровольной отставки с поста президента РЖД.

### Реформа

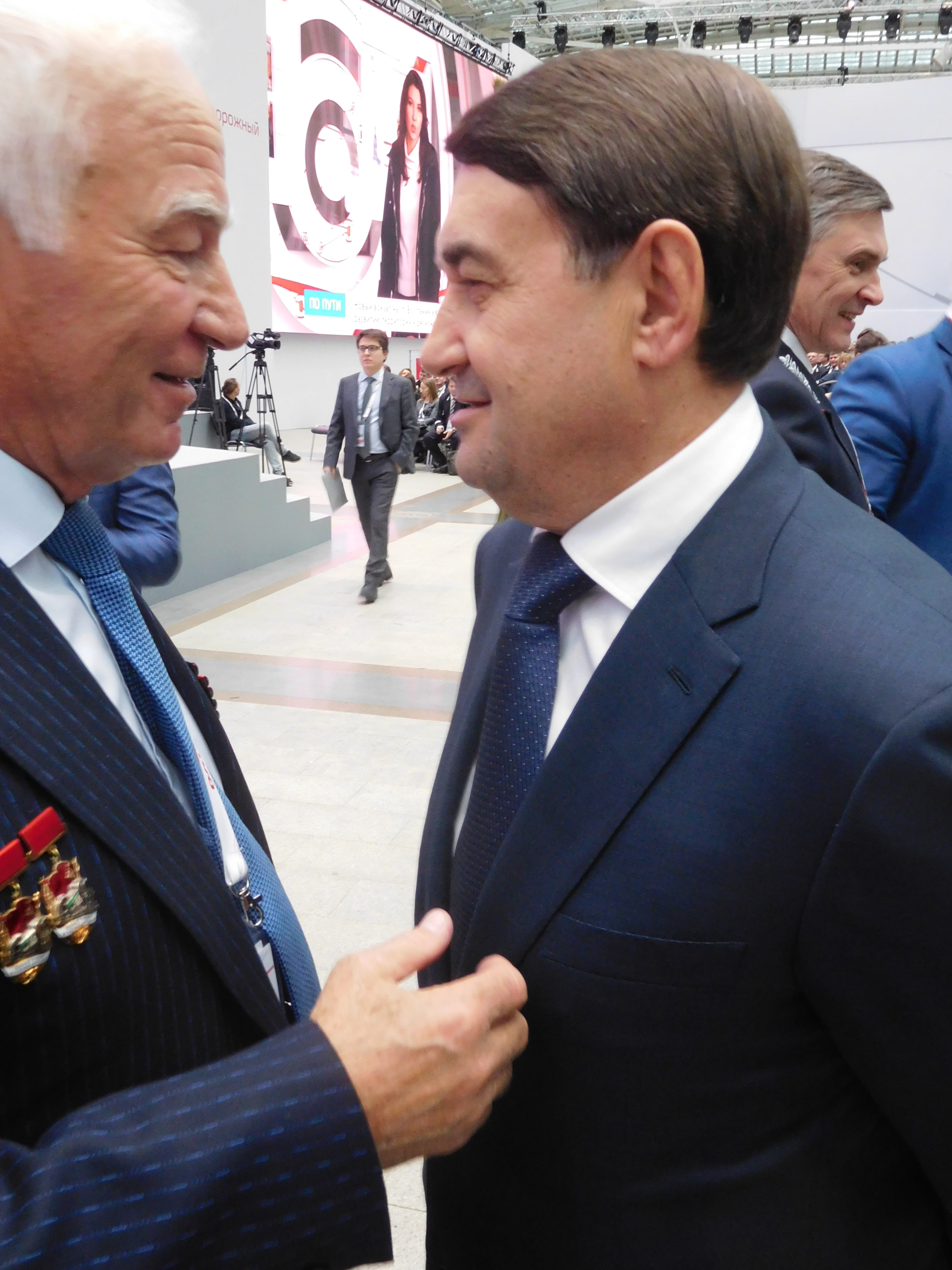
Геннадий Фадеев и помощник президента РФ Игорь Левитин, 2017

1988 год, когда Фадеев работал первым заместителем министра путей сообщения СССР по движению, отмечен наивысшим подъёмом советской железнодорожной отрасли. В тот год по железным дорогам СССР курсировали около 1 млн 100 тыс. грузовых вагонов, осуществлена перевозка исторически рекордного, доныне непревзойдённого объёма грузов — 4 млрд 100 млн тонн. Такие объёмы грузоперевозок более чем в 3 раза превосходят аналогичный показатель в России за 2018 год (около 1,3 млрд тонн грузов), при этом на сети РЖД находится более 1 млн грузовых вагонов. Управление грузоперевозками в СССР осуществлялось балансовым методом, рычаги управления перевозочным процессом находились в руках начальников железных дорог, которые были самостоятельными предприятиями, а не филиалами министерства.
В 2016 году, находясь в ранге советника главы ОАО «РЖД» О. В. Белозёрова, Фадеев подверг критике возникшую после железнодорожной реформы новую систему, построенную на вертикально интегрированных профильных дирекциях и сверхцентрализованном администрировании в РЖД, где слабым звеном оказалось управление на региональном уровне. В результате реформы, отмечал Фадеев в интервью корпоративной газете «Гудок», ставшие преемниками железных дорог региональные центры корпоративного управления (РЦКУ) оказались лишены главных рычагов влияния на производственные процессы, стали заниматься лишь координацией и консалтингом, утратили статус юридических лиц и возможность участвовать в хозяйственной деятельности, перестали управлять финансовыми, материальными и кадровыми ресурсами. Сами начальники железных дорог после реформы превратились в декоративные фигуры — консультативно-координирующих руководителей, лишённых реальных управленческих полномочий. «Дирекции центрального уровня ОАО „РЖД“ не способны оперативно принимать решения в связи с реально складывающейся обстановкой в том или ином регионе. В Москве не могут видеть всё, что происходит за тысячи километров, и учитывать специфику каждой дороги. Возникла ситуация, когда „верхи“ не видят всех реальных проблем, а „низы“ не могут их решать из-за отсутствия необходимых ресурсов», критически отмечал Геннадий Фадеев в апреле 2016 года на страницах главной газеты РЖД.
В качестве министра и первого президента ОАО «РЖД», а также после 2015 года в статусе советника гендиректора компании «РЖД», Геннадий Фадеев неоднократно убеждал президента России Владимира Путина в том, что государство должно сохранить в своих руках управление стратегической железнодорожной отраслью, рассматривая её как один из стрёх столпов российской государственности, наряду с сильной армией и мощной энергетикой. Под управлением государства, в концепции Фадеева, обязательно должны остаться инфраструктура РЖД, включая железнодорожные пути, мосты, тоннели, системы энергетики, автоматики и телемеханики (СЦБ), тяга, разумно необходимая часть вагонного парка. Участие бизнеса в концепции Фадеева предусматривалось для нестратегических железнодорожных объектов, например, терминально-логистических центров, вагоноремонтных предприятий, вагонного парка и прочего. В 2016 году в правительстве России активизировалась дискуссия о возможном частичном акционировании компании РЖД, что Фадеев воспринял как признак надвигающейся катастрофы. В январе 2017 года, при вручении ему в Кремле ордена «За заслуги перед Отечеством» I степени, Фадеев вновь обратился к президенту Путину с настоятельной просьбой сохранить Российские железные дороги в руках государства.

### Мемуары
Геннадий Фадеев является автором иллюстрированных мемуаров «Судьба моя — железная дорога» (2007) и «Вся жизнь — служение Отечеству» (2021), где нашли отражение исторические события в отрасли, свидетелем и участником которых он был на протяжении более 60 лет.

### Новейшие события
В 2019—2020 годах в качестве советника гендиректора РЖД Фадеев вместе с научно-исследовательскими институтами интенсивно работал над решением обострившейся проблемы вывоза угля из Кузбасса в направлении Восточного полигона, по которому РЖД из-за дефицита пропускных способностей БАМа и Транссиба непрозрачно согласовывает не более 50 % заявок грузоотправителей. Является участником консультаций с федеральными властями, железнодорожным холдингом и грузовладельцами, автором аналитических материалов и предложений по выходу из кризисной ситуации.

## Семья и увлечения
Геннадий Матвеевич Фадеев женат единственным браком более 60 лет, с 20 февраля 1960 года (заключён в селе Кухтерин Луг Амурской области).
Жена — Любовь Евгеньевна Фадеева, также училась в ведомственной школе МПС № 59, классом старше Геннадия, знакомы с детских лет. Закончила Педагогический институт в Благовещенске по специальности «преподаватель английского и немецкого языков».
В семье Фадеевых две дочери: Ирина (род 1961, врач), Татьяна (род. 1966, инженер путей сообщения).
Занимается спортом с детства. В летах под 60[уточнить] у Геннадия Фадеева появилось новое увлечение — горные лыжи. Регулярно катается на горнолыжных курортах в швейцарских и итальянских Альпах, был в Церматте и в феврале 2020-го, в возрасте 82 лет. Увлекается также большим теннисом, ездой на велосипеде в Мещерском природном парке и на велотренажёре (ежесуточная норма 15-25 км); в молодости играл в железнодорожных командах по футболу и волейболу. Театрал. За всю жизнь ни разу не брал больничный лист.

## Награды

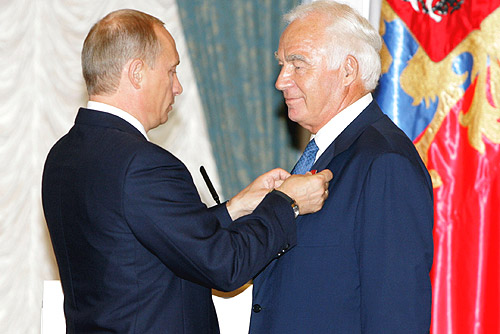
Помощник Председателя Правительства России Геннадий Фадеев награждается орденом «За заслуги перед Отечеством» IV степени

- Орден «За заслуги перед Отечеством» I степени (20 декабря 2016) — за выдающийся вклад в развитие железнодорожного транспорта и многолетнюю добросовестную работу[25].
- Орден «За заслуги перед Отечеством» II степени (27 июля 2001) — за большой личный вклад в развитие железнодорожного транспорта и многолетний добросовестный труд[26]
- Орден «За заслуги перед Отечеством» III степени (17 февраля 1995) — за большой личный вклад в реализацию экономических реформ, развитие железнодорожного транспорта, укрепление материально-технической базы отрасли и успешное решение социальных вопросов[27]
- Орден «За заслуги перед Отечеством» IV степени (17 июня 2005) — за большой вклад в развитие железнодорожного транспорта и многолетнюю добросовестную работу[28]
- Орден Александра Невского (22 апреля 2024) — за большой вклад в реконструкцию, развитие и в связи с 50-летием начала строительства Байкало-Амурской железнодорожной магистрали[29]
- Орден Октябрьской Революции
- Орден Трудового Красного Знамени
- Орден «Знак Почёта»
- Заслуженный работник транспорта Российской Федерации (27 ноября 2009, № 00195) — за большой личный вклад в развитие транспортного комплекса и многолетнюю добросовестную работу[30]
- Орден Полярной Звезды (Монголия)
- Медаль «За развитие железных дорог» (17 декабря 2007) — за заслуги в развитии железнодорожного транспорта и многолетнюю добросовестную работу[31]
- Юбилейная медаль «100 лет Транссибирской магистрали» (30 июля 2001)[32]
- Медаль «За строительство Байкало-Амурской магистрали» (12 ноября 1984)[33]
- Медаль «За доблестный труд. В ознаменование 100-летия со дня рождения В. И. Ленина» (8 апреля 1970)[34]
- Медаль «За заслуги перед Ставропольским краем» (июль 2003)[35]
- Медаль «В память 1000-летия Казани» (вручена 23 августа 2005)
- Медаль «В память 850-летия Москвы»[36]
- Медаль «60 лет Кемеровской области» № 869[37]
- Медаль «За особый вклад в развитие Кузбасса» I-ой степени награда № 83[38]
- Медаль «За укрепление боевого содружества» (от имени Президиума Верховного Совета СССР вручена 12 апреля 1989 г.)
- Медаль «За заслуги в проведении Всероссийской переписи населения»[39]
- Медаль «200 лет МВД России» № 542 от 05 июня 2002 г.
- Медаль «В память 300-летия Санкт-Петербурга» № 001051 от 23 мая 2003 года.
- Медаль «За заслуги в развитии транспортного комплекса России»[40]
- Благодарность Президента Российской Федерации (11 апреля 2007) — за заслуги в развитии железнодорожного транспорта и многолетний добросовестный труд[41]
- Благодарность Президента Российской Федерации (17 июля 1996) — за активное участие в организации и проведении выборной кампании Президента Российской Федерации в 1996 году[42]
- Благодарность Президента Российской Федерации (14 августа 1995) — за активное участие в подготовке и проведении празднования 50-летия Победы в Великой Отечественной войне 1941—1945 годов[43]
- Почётная грамота правительства Российской Федерации (8 апреля 2004) — за заслуги перед государством в области развития железнодорожного транспорта и многолетний плодотворный труд[44]
- Грамота Содружества Независимых Государств (16 сентября 2004) — за активную работу по укреплению и развитию Содружества Независимых Государств[45]
- Знак «Почётному железнодорожнику» (21 апреля 1976)[46]
- Знак «Почётному железнодорожнику» № 149949 от 06 мая 1986[47]
- Знак «Почётный железнодорожник» ОАО «РЖД» (апрель 2017)
- Знак «Почётный шахтер Кузбасса» (28 января 2004)[48]
- Знак «За особые заслуги перед Московской железной дорогой» (17 апреля 2018)[49]
- Лауреат Государственной премии Российской Федерации в области науки и техники (2004)[50]
- Лауреат премии Правительства России за разработку и внедрение в эксплуатацию высоковольтных статических преобразователей нового класса на железных дорогах (18 февраля 2003)
- Почётный железнодорожник Улан-Баторской железной дороги (2003)[51]
- Почётный работник Красноярской железной дороги (2005)[52]
- Почётный профессор Дальневосточного государственного университета путей сообщения (1997)[53]
- Почётный гражданин города Шимановска(1996)[54]
- Почётный гражданин города Владикавказа (2003)[55]
- Почётный гражданин города Красноярска (2003)[56]
- Почётный гражданин Кемеровской области (2004)[57]
- Почётный гражданин Красноярского края (2005)[58][59]
- Действительный член Академии Транспорта РСФСР (1991)[60]
- Лауреат национальной премии бизнес-репутации «Дарин» Российской Академии бизнеса и предпринимательства (2004).

## Мемуары
- Фадеев Г. М. Судьба моя — железная дорога. М.: АСТ-ПРЕСС КНИГА, 2007. — 336 с. ISBN 978-5-462-00627-2[15]
- Фадеев Г. М. Вся жизнь — служение Отечеству. М.:ПАН ПРЕСС, 2021. — 419 с.: с ил. ISBN 978-5-9680-0298-3